# 亚洲太平洋地区和平会议

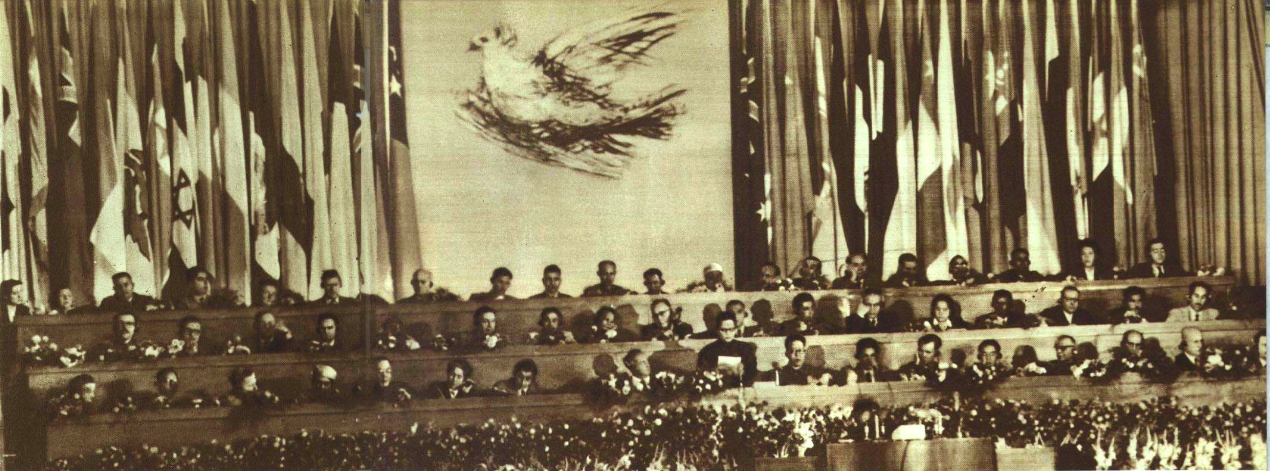
1952年的亚洲与太平洋与和平会议会场

亚洲太平洋地区和平会议是中华人民共和国成立后主持召开的第一次大型会议，于1952年10月由彭真、郭沫若、宋庆龄等发起，在北京中南海怀仁堂召开，来自37个国家的370多名正式代表列席，美国、危地马拉、巴拿马、智利等当时未与中华人民共和国建立外交关系的国家也有代表出席。会议选举宋庆龄为主席，主题是号召亚太地区和全世界人民行动起来，反对美国的战争政策，保卫世界和平。

## 筹备

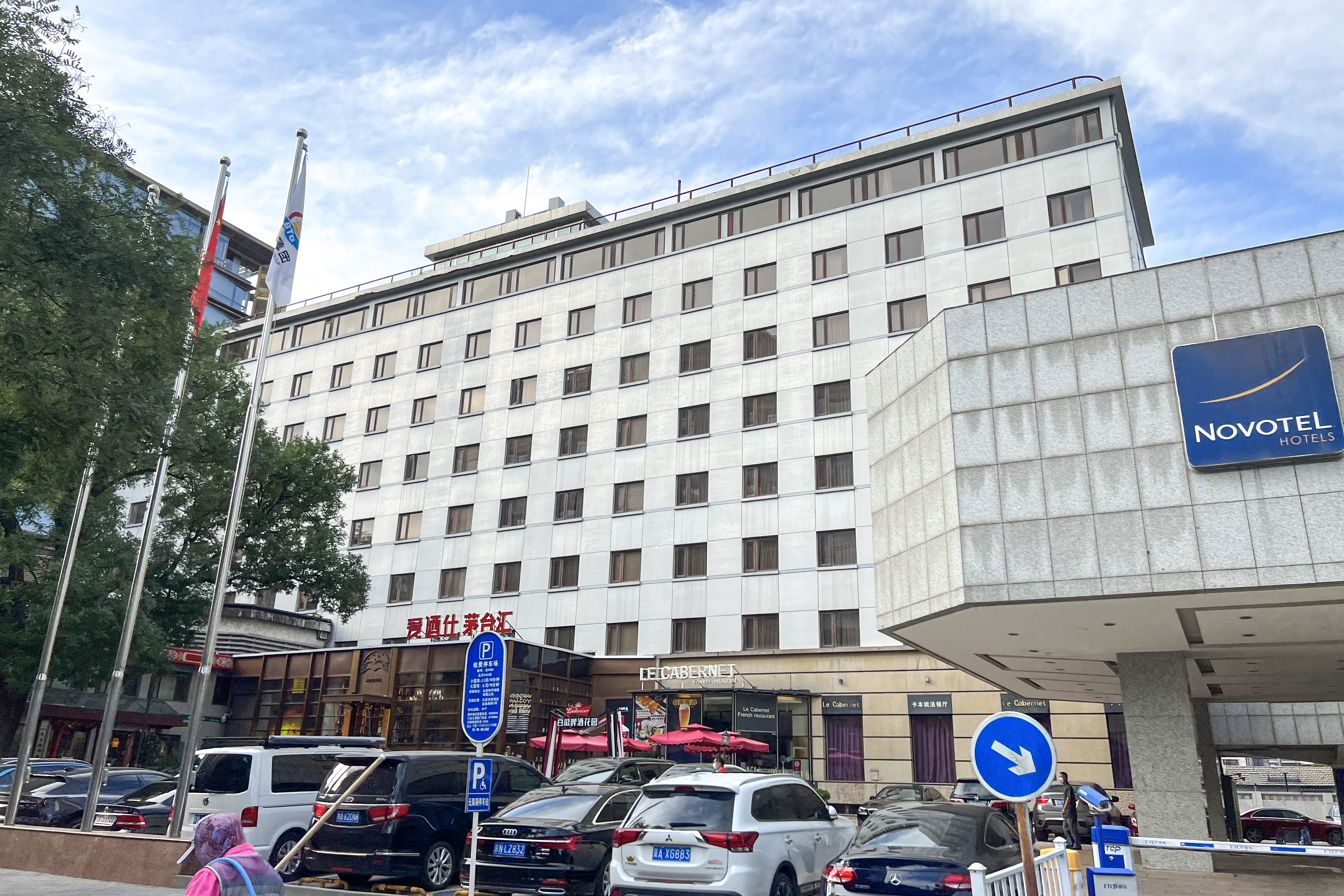
杨廷宝设计、1952年建成的和平宾馆老楼

1951年2月26日，世界和平理事会第一届会议在柏林闭幕。在闭幕会议上通过的“关于以和平方式解决日本问题的决议”中，世界和平理事会号召亚洲和太平洋地区（包括日本）和平人士“在最近的将来共聚一堂举行保卫和平的区域会议，以便真正使日本问题以和平方式解决，并消除远东的严重的战争威胁”。
同年9月8日，45个国家与日本签订《舊金山和約》，当时的中国政府认为该和约是“美国重新武装日本、继续占领日本”的条约，世界和平理事会也将其称为“单独对日和约”，并于1951年11月在维也纳召开第二届会议，此次会议通过的“关于单独对日和约的决议”提出，“敦促一切赞助亚洲和太平洋区域的和平的人们——包括日本人民在内——在最早的适当日期，举行保卫和平的区域会议”。
1951年10月，印度全印和平理事会向世界和平理事会建议，由中华人民共和国承担召开亚洲及太平洋区域和平会议的任务。对此，中央人民政府政务院总理周恩来1952年2月23日致电宋庆龄，表示“拟接受（全印和平理事会）这个建议”。1952年3月21日，宋庆龄、郭沫若、彭真、陈叔通、李四光、马寅初、张奚若、刘宁一、蔡畅、茅盾、廖承志等11人联名邀请亚、澳、美各洲太平洋沿岸各国爱好和平人士共同发起召开亚太和平会议。其后，亚太和平会议中国筹委会成立，北京市市长彭真担任筹委会主席。
1952年6月3日至6日，亚洲及太平洋区域和平会议筹备会议在北京飯店老楼召开。筹备会议在闭幕当天提议，于1952年9月的最后一个星期在中国北京举行亚洲及太平洋区域和平会议，代表人数总数最多不超过500人，会议全部经费由各国分担。此后，由于当时的北京尚无可举办大型国际会议的场地，中共中央决定将中南海怀仁堂改造成可容纳900人开会的大礼堂，并安装中、英、俄、西四种语言的同声传译设备；此外由于当时的北京饭店容量不足以接待来华参会的外宾，北京市人民政府决定在金鱼胡同将一座正在为接待工商界来京人士兴建的楼房（北京联合饭店）改建成可接待外宾的高层宾馆，即和平宾馆。
1952年9月，各国出席亚洲及太平洋区域和平会议的代表团陆续选出，各国代表9月中旬起陆续来华，也有部分代表被所在国拒发护照。

## 召开
1952年10月2日下午3时，亚洲及太平洋区域和平会议在北京中南海怀仁堂开幕，出席开幕会的包括37个国家的正式代表344人及列席代表34人；中国代表团团长、大会执行主席宋庆龄在会上致开幕词《动员起来，为亚洲、太平洋区域与全世界的和平而斗争》。此次大会的议题包括总报告、日本问题、朝鲜问题、文化交流、经济交流、民族独立问题、保卫妇女及儿童福利的问题、缔结五大国和平公约问题、关于中东及近东和平运动的情况的报告、宣言及决议及其他。
此次参会的正式代表、列席代表、特邀来宾以及随各国代表团到达中国的工作人员共计463人，这些与会人员来自46个国家和9个国际民主组织，其中包括亚洲、大洋洲及美洲太平洋沿岸的37个国家的正式代表367人，列席代表37人，来宾2人，随各国代表团抵达北京的工作人员34人，以及应邀列席会议的英国、法国、巴西和阿尔及利亚代表7人，应邀参加会议的世界和平理事会等9个国际组织的代表10人（世界民主青年联合会代表由中国代表兼），工作人员1人，以及特邀列席会议的世界著名和平人士6人。
10月12日下午，闭幕会在北京举行，参加闭幕式的有表决权的正式代表共计363人，且还有4位代表当时正在来中国途中，4名正式代表已离开中国。在闭幕会上，大会11项决议均已一致通过，同时选举成立了亚洲及太平洋区域和平联络委员会这一常设机构。
闭幕次日，北京市在故宫太和殿举行了北京市各界人民庆祝亚洲及太平洋区域和平会议胜利闭幕大会。

## 轶事
会议召开期间，北京安定门外一带正兴建国家机关办公和住宅区，其中住宅区因本次会议而得名“和平里”。